# 浮島 (和菓子)
浮島（うきしま）は、和菓子の一種。餡を混ぜ込んで蒸し上げた和菓子である。蒸しケーキ、スポンジケーキ、カステラに似るが、焼き上げて作る日本のカステラとは製法が異なる（蒸して作るカステラもある）。
蒸して膨らんだ様子が浮島に似ることから、名付けられた。
水分を多く含んだ、しっとりとした食感が特徴である。
餡を主体とし、卵黄、砂糖、米粉、小麦粉、卵白を混ぜ合わせた生地を蒸しあげて作る。ベーキングパウダーなどの膨らし粉は使用しない。